# Kanton Colombes-Sud
Kanton Colombes-Sud is een voormalig kanton van het Franse departement Hauts-de-Seine. Kanton Colombes-Sud maakte deel uit van het arrondissement Nanterre en telde 27.726 inwoners (1999). 
Het werd opgeheven bij decreet van 24 februari 2014, met uitwerking in maart 2015.

## Gemeenten
Het kanton Colombes-Sud omvatte enkel een deel van de gemeente Colombes.